# Old (Northamptonshire)
Pour les articles homonymes, voir Old.
Old est une paroisse civile et un village du Northamptonshire, en Angleterre.